# Winton (Caroline du Nord)
Pour les articles homonymes, voir Winton.

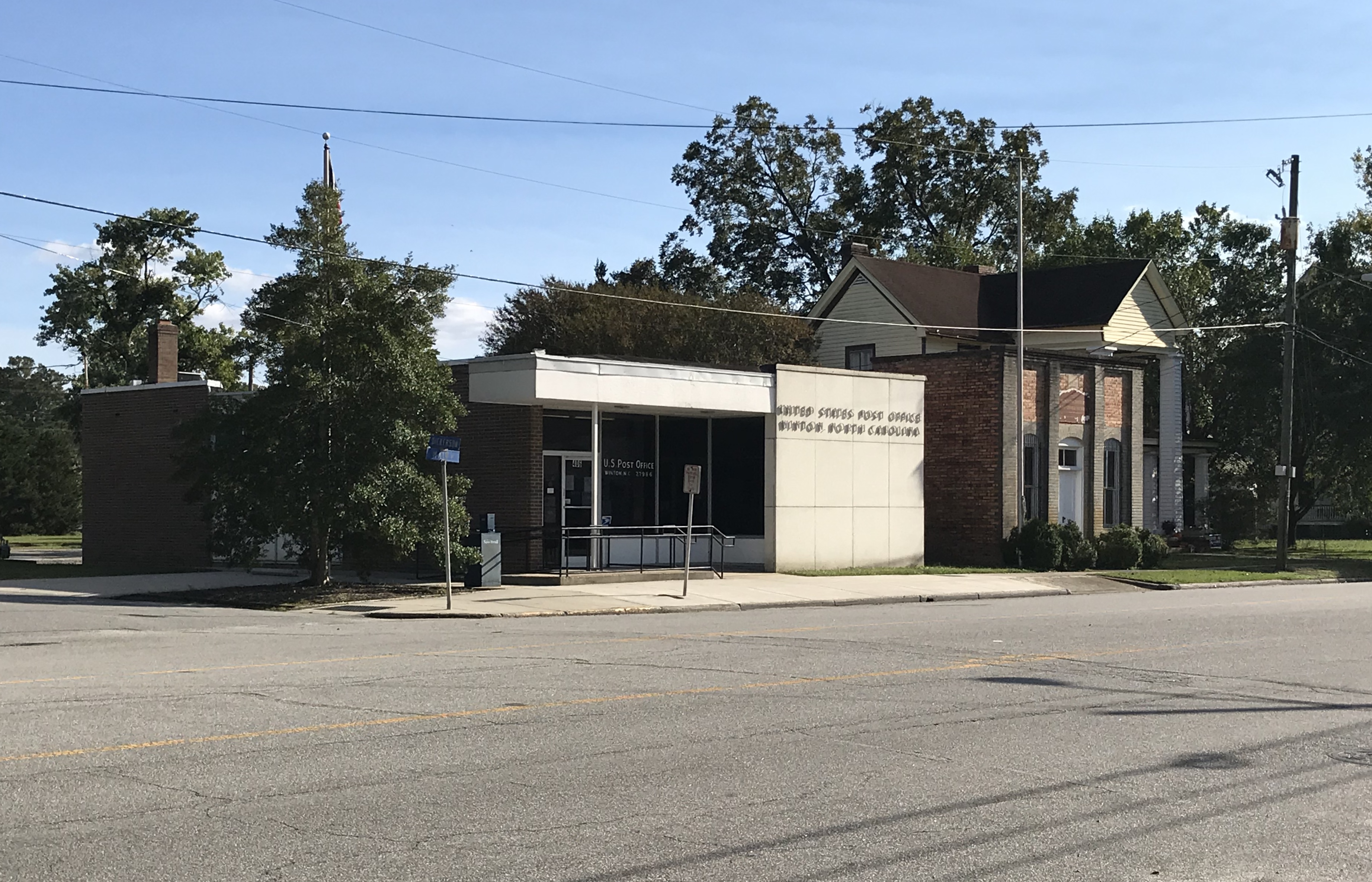
Bureau de poste américain et ancien bureau de poste américain à Winton.

La ville de Winton est le siège du comté de Hertford, situé en Caroline du Nord, aux États-Unis.

## Démographie
| 1880 | 1890 | 1900 | 1910 | 1920 | 1930 |
| ---- | ---- | ---- | ---- | ---- | ---- |
| 253  | 419  | 688  | 624  | 489  | 582  |

| 1940 | 1950 | 1960 | 1970 | 1980 | 1990 |
| ---- | ---- | ---- | ---- | ---- | ---- |
| 733  | 834  | 835  | 917  | 825  | 796  |

| 2000 | 2010 | - | - | - | - |
| ---- | ---- | - | - | - | - |
| 956  | 769  | - | - | - | - |